# Odenplan

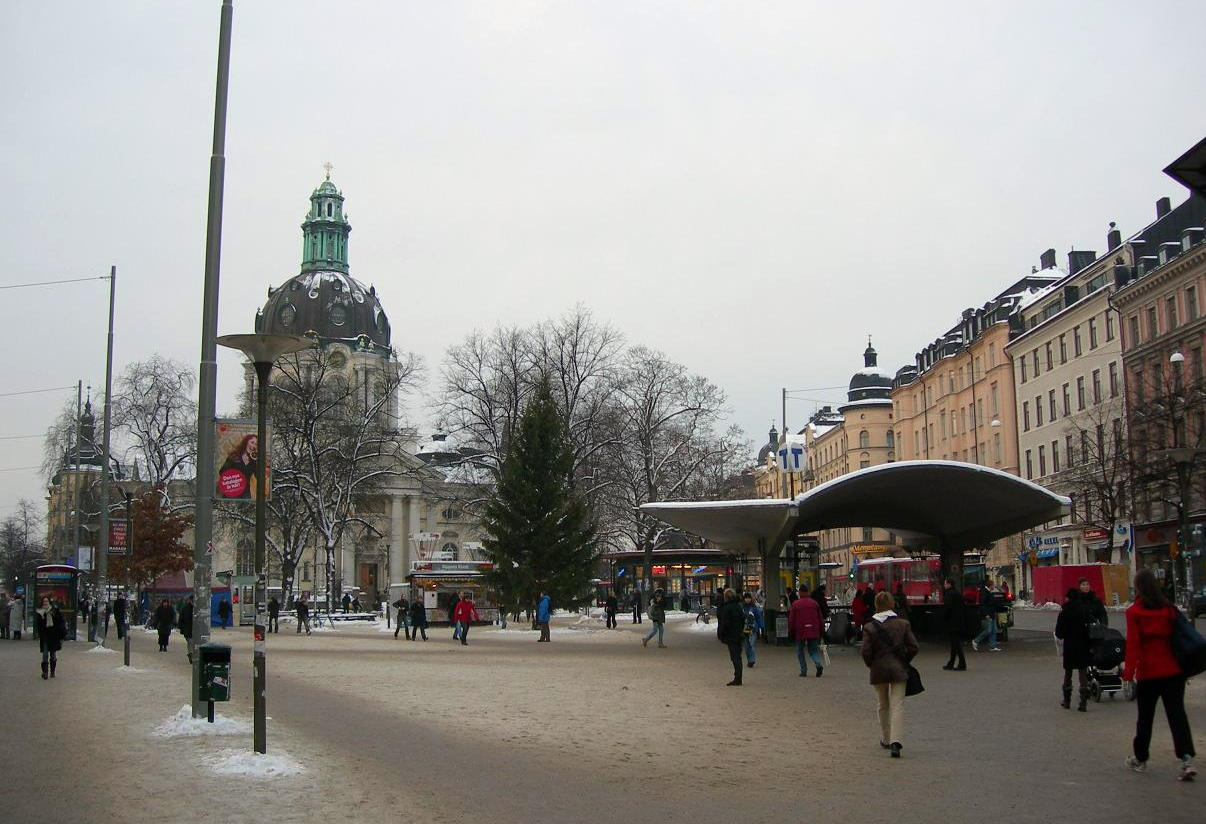
Uno scorcio della piazza

Odenplan è una piazza e di una stazione della metropolitana di Stoccolma, entrambi localizzati nel distretto di Vasastan e intitolati al dio nordico Odino.
Sulla piazza svetta la Gustaf Vasa kyrka, chiesa ultimata nel 1906 la cui progettazione è stata ispirata dallo stile barocco.
Nel film poliziesco del 1976 L'uomo sul tetto, un elicottero si schianta al suolo su Odenplan.